# Jaggermeryx
Jaggermeryx — вимерлий рід напівводних антракотерій, парнокопитних, споріднених гіпопотамам, з ранньоміоценової формації Могара в Єгипті. Рід був названий на честь Міка Джаггера.

## Опис
Завбільшки з маленького оленя, J. naida, ймовірно, був чимось схожий на худого бегемота, схрещеного з довгоногою свинею. Скам'янілі щелепні кістки містять ряд ментальних отворів, по вісім з кожного боку щелепи, що вказує на те, що вид мав дуже чутливі губи та рухливу морду.

## Середовище існування
J. naida жив у западині Каттара близько 19 мільйонів років тому, під час раннього міоцену. У той час територія, яка зараз є посушливою, була тропічним болотом. Скам'янілості Jaggermeryx були знайдені поряд із сомами, черепахами та водно-болотними птахами, а також шістьма іншими видами антракотерій і рядом копролітів крокодилів.